# 文尼察
文尼察（烏克蘭語：Вінниця，羅馬化：Vinnytsia，發音：[ˈwinːɪtsʲɐ] ⓘ）是乌克兰中西部文尼察州文尼察區文尼察市镇的城市，为同名州的首府、同名区及同名市镇的行政中心，也是波多利亚地區的第一大城。位於南布格河畔，2021年人口约37万。

## 历史
- 大清洗时期的文尼察大屠杀发生于此。
- 2022年俄罗斯入侵乌克兰后，该市屡次遭到俄罗斯武器袭击。

## 地理
文尼察距离乌克兰首都基辅约260公里，距港口城市敖德萨429公里，距利沃夫369公里。是連接烏克蘭西部和南部的重要都市。

## 军事
自第二次世界大战结束以来，文尼察一直为苏联一个主要空军基地，包括机场，医院，兵工厂，和其他军事设施。从1960年到1990年代初，战略火箭部队的第43军总部驻扎在文尼察。自1992年烏克蘭獨立以後，乌克兰空军司令部也设在文尼察。

## 宗教
文尼察市內有多座教會。

## 外部連結
- 文尼察市議會（乌克兰語）（英文）
- 文尼察市議會的Facebook專頁